# Henri Michel (calciatore)
Henri Louis Michel (Aix-en-Provence, 28 ottobre 1947 – Gardanne, 24 aprile 2018) è stato un calciatore e allenatore di calcio francese, di ruolo centrocampista.

## Biografia
Muore all'età di 70 anni il 24 aprile 2018, dopo aver combattuto a lungo contro il cancro.

## Carriera

### Giocatore
Giocatore completo, dotato di tecnica, visione di gioco, grande classe ed eleganza, Henri Michel inizia la sua carriera nel 1964 come centrocampista nell’AS Aixoise, squadra della sua città natale all’epoca militante in D2, in cui gioca per due stagioni.
Nell’estate 1966 si trasferisce al Nantes, squadra reduce da due campionati vinti di fila. Michel, appena diciannovenne, viene schierato dapprima come ala sinistra ma dopo appena una stagione il tecnico José Arribas, resosi conto del talento del giovane calciatore, lo sposta al centro del centrocampo costruendo la squadra attorno a lui. Negli ultimi anni di carriera giocherà come libero.
Negli anni successivi diventa leader e capitano storico del Nantes, in cui milita per 16 stagioni disputando 533 partite in Ligue 1 (con 81 gol), contribuendo alla vittoria di 3 campionati (1973, 1977, 1980) e una coppa di Francia (1979). In ambito europeo, porta la sua squadra fino alla semifinale di Coppa delle Coppe del 1979-80, perdendo contro il Valencia (vincitore di quell'edizione).
Con la nazionale francese conta 58 presenze e 4 gol. Debutta nel settembre 1967 in una gara contro la Polonia valevole per le qualificazioni all'europeo del 1968 e vinta per 4-1. Buona parte della sua carriera si svolge nel periodo nero della nazionale francese, che fallisce le qualificazioni al mondiale del 1970 e al mondiale del 1974, oltre che le qualificazioni all'europeo del 1972 e del 1976. Tuttavia Michel ha l’occasione di partecipare al mondiale del 1978 sotto la guida di Michel Hidalgo, disputando le partite contro Italia e Argentina, entrambe perse dalla Francia. La sua ultima apparizione è nel match contro Cipro, valevole per le qualificazioni al mondiale del 1982, incontro giocato nell’ottobre 1980 e vinto per 7-0 dai bleus.
Si ritira dal calcio giocato nel 1982.

### Allenatore
Designato da Hidalgo come suo erede sulla panchina dei bleus, la carriera come allenatore di Michel comincia alla guida della nazionale francese olimpica, con cui ottiene la medaglia d’oro nel 1984, e prosegue con la guida della nazionale maggiore, con cui raggiunge il terzo posto al mondiale del 1986 (eliminando Italia e Brasile e perdendo la semifinale contro la Germania Ovest), ma fallisce la qualificazione all'europeo del 1988. In seguito alle critiche dell’opinione pubblica e a contrasti con vari giocatori, viene esonerato e sostituito da Platini dopo il pareggio esterno del 22 ottobre 1988 contro Cipro in una gara di qualificazione al mondiale italiano del 1990.
Nel 1989 partecipa a uno stage a Dakar, presso la nazionale senegalese guidata da Claude Le Roy. Nel 1990 viene ingaggiato sulla panchina di un PSG in crisi, l’esperienza dura poco e quando il club viene acquistato da Canal+ Henri non viene riconfermato. In futuro non verrà mai più chiamato da alcun club francese e la sua carriera lo porterà a guidare diversi club e nazionali sul continente africano.
Nel 1994 diventa commissario tecnico del Camerun, con cui partecipa al mondiale di USA '94. Dal 1995 al 2000 è alla guida della nazionale marocchina, con cui centra la qualificazione al mondiale del 1998 e i quarti di finale della Coppa d’Africa 1998, risultati storici che saranno sempre ricordati in Marocco.
Dopo brevi esperienze sulle panchine di Emirati Arabi Uniti e Aris Salonicco, Michel diventa allenatore della Tunisia nel 2001, ma non raggiunge la qualificazione al mondiale di Giappone e Corea del 2002 né alla Coppa d’Africa 2002. Passa così sulla panchina del club marocchino del Raja Casablanca, con cui vince la Coppa CAF nel 2003.
Da giugno 2004 a luglio 2006 guida la Costa d’Avorio, centrando la prima qualificazione degli ivoriani, al mondiale del 2006. Si tratta dunque della quarta partecipazione di Michel a un mondiale, un primato per un allenatore francese. Con la nazionale ivoriana arriva fino alla finale di Coppa d’Africa 2006, per poi perdere ai tiri di rigore contro l’Egitto.
Dal 2006 al 2010 è sulle panchine di diversi club africani (Zamalek, Mamelodi Sundowns, Raja Casablanca), con un ritorno sulla panchina della nazionale marocchina dal 2007 al 2008. Negli ultimi anni di carriera diventa allenatore della Guinea Equatoriale e del Kenya, entrambe le esperienze terminate con le sue dimissioni per contrasti con le federazioni.

## Statistiche

### Cronologia presenze e reti in nazionale
| Cronologia completa delle presenze e delle reti in nazionale ― Francia | Cronologia completa delle presenze e delle reti in nazionale ― Francia | Cronologia completa delle presenze e delle reti in nazionale ― Francia | Cronologia completa delle presenze e delle reti in nazionale ― Francia | Cronologia completa delle presenze e delle reti in nazionale ― Francia | Cronologia completa delle presenze e delle reti in nazionale ― Francia | Cronologia completa delle presenze e delle reti in nazionale ― Francia | Cronologia completa delle presenze e delle reti in nazionale ― Francia |
| Data                                                                   | Città                                                                  | In casa                                                                | Risultato                                                              | Ospiti                                                                 | Competizione                                                           | Reti                                                                   | Note                                                                   |
| ---------------------------------------------------------------------- | ---------------------------------------------------------------------- | ---------------------------------------------------------------------- | ---------------------------------------------------------------------- | ---------------------------------------------------------------------- | ---------------------------------------------------------------------- | ---------------------------------------------------------------------- | ---------------------------------------------------------------------- |
| 17-9-1967                                                              | Varsavia                                                               | Polonia                                                                | 1 – 4                                                                  | Francia                                                                | Qual. Euro 1968                                                        | -                                                                      |                                                                        |
| 28-10-1967                                                             | Nantes                                                                 | Francia                                                                | 1 – 1                                                                  | Belgio                                                                 | Qual. Euro 1968                                                        | -                                                                      |                                                                        |
| 23-12-1967                                                             | Parigi                                                                 | Francia                                                                | 3 – 1                                                                  | Lussemburgo                                                            | Qual. Euro 1968                                                        | -                                                                      |                                                                        |
| 6-11-1968                                                              | Strasburgo                                                             | Francia                                                                | 0 – 1                                                                  | Norvegia                                                               | Qual. Mondiali 1970                                                    | -                                                                      |                                                                        |
| 12-3-1969                                                              | Londra                                                                 | Inghilterra                                                            | 5 – 0                                                                  | Francia                                                                | Amichevole                                                             | -                                                                      |                                                                        |
| 30-4-1969                                                              | Parigi                                                                 | Francia                                                                | 1 – 0                                                                  | Romania                                                                | Amichevole                                                             | 1                                                                      |                                                                        |
| 10-9-1969                                                              | Oslo                                                                   | Norvegia                                                               | 1 – 3                                                                  | Francia                                                                | Qual. Mondiali 1970                                                    | -                                                                      |                                                                        |
| 15-10-1969                                                             | Stoccolma                                                              | Svezia                                                                 | 2 – 0                                                                  | Francia                                                                | Qual. Mondiali 1970                                                    | -                                                                      |                                                                        |
| 1-11-1969                                                              | Parigi                                                                 | Francia                                                                | 3 – 0                                                                  | Svezia                                                                 | Qual. Mondiali 1970                                                    | -                                                                      |                                                                        |
| 8-4-1970                                                               | Rouen                                                                  | Francia                                                                | 1 – 1                                                                  | Bulgaria                                                               | Amichevole                                                             | 1                                                                      |                                                                        |
| 28-4-1970                                                              | Reims                                                                  | Francia                                                                | 1 – 1                                                                  | Romania                                                                | Amichevole                                                             | -                                                                      |                                                                        |
| 3-5-1970                                                               | Basilea                                                                | Svizzera                                                               | 2 – 1                                                                  | Francia                                                                | Amichevole                                                             | -                                                                      |                                                                        |
| 5-9-1970                                                               | Rouen                                                                  | Francia                                                                | 3 – 0                                                                  | Cecoslovacchia                                                         | Amichevole                                                             | -                                                                      |                                                                        |
| 7-10-1970                                                              | Vienna                                                                 | Austria                                                                | 1 – 0                                                                  | Francia                                                                | Amichevole                                                             | -                                                                      |                                                                        |
| 11-11-1970                                                             | Lione                                                                  | Francia                                                                | 3 – 1                                                                  | Norvegia                                                               | Qual. Euro 1972                                                        | -                                                                      |                                                                        |
| 15-11-1970                                                             | Bruxelles                                                              | Belgio                                                                 | 1 – 2                                                                  | Francia                                                                | Amichevole                                                             | -                                                                      |                                                                        |
| 13-1-1971                                                              | Mar de Plata                                                           | Argentina                                                              | 2 – 0                                                                  | Francia                                                                | Amichevole                                                             | -                                                                      |                                                                        |
| 17-3-1971                                                              | Valencia                                                               | Spagna                                                                 | 1 – 0                                                                  | Francia                                                                | Amichevole                                                             | -                                                                      |                                                                        |
| 24-4-1971                                                              | Budapest                                                               | Ungheria                                                               | 1 – 1                                                                  | Francia                                                                | Qual. Euro 1972                                                        | -                                                                      |                                                                        |
| 8-9-1971                                                               | Oslo                                                                   | Norvegia                                                               | 1 – 3                                                                  | Francia                                                                | Qual. Euro 1972                                                        | -                                                                      |                                                                        |
| 9-10-1971                                                              | Colombes                                                               | Francia                                                                | 0 – 2                                                                  | Ungheria                                                               | Qual. Euro 1972                                                        | -                                                                      |                                                                        |
| 10-11-1971                                                             | Nantes                                                                 | Francia                                                                | 2 – 1                                                                  | Bulgaria                                                               | Qual. Euro 1972                                                        | -                                                                      |                                                                        |
| 4-12-1971                                                              | Sofia                                                                  | Bulgaria                                                               | 2 – 1                                                                  | Francia                                                                | Qual. Euro 1972                                                        | -                                                                      |                                                                        |
| 8-4-1972                                                               | Bucarest                                                               | Romania                                                                | 2 – 0                                                                  | Francia                                                                | Amichevole                                                             | -                                                                      |                                                                        |
| 18-6-1972                                                              | Salvador                                                               | Colombia                                                               | 2 – 3                                                                  | Francia                                                                | Amichevole                                                             | -                                                                      |                                                                        |
| 25-6-1972                                                              | Rio de Janeiro                                                         | Argentina                                                              | 0 – 0                                                                  | Francia                                                                | Amichevole                                                             | -                                                                      |                                                                        |
| 2-9-1972                                                               | Il Pireo                                                               | Grecia                                                                 | 1 – 3                                                                  | Francia                                                                | Amichevole                                                             | 1                                                                      |                                                                        |
| 13-10-1972                                                             | Parigi                                                                 | Francia                                                                | 1 – 0                                                                  | Unione Sovietica                                                       | Qual. Mondiali 1974                                                    | -                                                                      |                                                                        |
| 3-3-1973                                                               | Parigi                                                                 | Francia                                                                | 1 – 2                                                                  | Portogallo                                                             | Amichevole                                                             | -                                                                      | cap.                                                                   |
| 19-5-1973                                                              | Parigi                                                                 | Francia                                                                | 1 – 1                                                                  | Irlanda                                                                | Qual. Mondiali 1974                                                    | -                                                                      |                                                                        |
| 26-5-1973                                                              | Mosca                                                                  | Unione Sovietica                                                       | 2 – 0                                                                  | Francia                                                                | Qual. Mondiali 1974                                                    | -                                                                      |                                                                        |
| 13-10-1973                                                             | Gelsenkirchen                                                          | Germania Ovest                                                         | 2 – 1                                                                  | Francia                                                                | Amichevole                                                             | -                                                                      |                                                                        |
| 21-11-1973                                                             | Parigi                                                                 | Francia                                                                | 3 – 0                                                                  | Danimarca                                                              | Amichevole                                                             | -                                                                      |                                                                        |
| 23-3-1974                                                              | Parigi                                                                 | Francia                                                                | 1 – 0                                                                  | Romania                                                                | Amichevole                                                             | -                                                                      |                                                                        |
| 27-4-1974                                                              | Praga                                                                  | Cecoslovacchia                                                         | 3 – 3                                                                  | Francia                                                                | Amichevole                                                             | -                                                                      |                                                                        |
| 7-9-1974                                                               | Cracovia                                                               | Polonia                                                                | 0 – 2                                                                  | Francia                                                                | Amichevole                                                             | -                                                                      | 87’                                                                    |
| 12-10-1974                                                             | Bruxelles                                                              | Belgio                                                                 | 2 – 1                                                                  | Francia                                                                | Qual. Euro 1976                                                        | -                                                                      |                                                                        |
| 16-11-1974                                                             | Parigi                                                                 | Francia                                                                | 2 – 2                                                                  | Germania Est                                                           | Qual. Euro 1976                                                        | -                                                                      | 65’                                                                    |
| 26-3-1975                                                              | Parigi                                                                 | Francia                                                                | 2 – 0                                                                  | Ungheria                                                               | Amichevole                                                             | 1                                                                      |                                                                        |
| 26-4-1975                                                              | Colombes                                                               | Francia                                                                | 0 – 2                                                                  | Portogallo                                                             | Amichevole                                                             | -                                                                      |                                                                        |
| 25-5-1975                                                              | Reykjavík                                                              | Islanda                                                                | 0 – 0                                                                  | Francia                                                                | Qual. Euro 1976                                                        | -                                                                      |                                                                        |
| 3-9-1975                                                               | Nantes                                                                 | Francia                                                                | 3 – 0                                                                  | Islanda                                                                | Qual. Euro 1976                                                        | -                                                                      | cap.                                                                   |
| 12-10-1975                                                             | Reykjavík                                                              | Islanda                                                                | 0 – 0                                                                  | Francia                                                                | Qual. Euro 1976                                                        | -                                                                      | cap.                                                                   |
| 15-11-1975                                                             | Parigi                                                                 | Francia                                                                | 0 – 0                                                                  | Belgio                                                                 | Qual. Euro 1976                                                        | -                                                                      | cap.                                                                   |
| 27-3-1976                                                              | Parigi                                                                 | Francia                                                                | 2 – 2                                                                  | Cecoslovacchia                                                         | Amichevole                                                             | -                                                                      | cap.                                                                   |
| 26-6-1977                                                              | Buenos Aires                                                           | Argentina                                                              | 0 – 0                                                                  | Francia                                                                | Amichevole                                                             | -                                                                      | cap. 80’                                                               |
| 8-2-1978                                                               | Napoli                                                                 | Italia                                                                 | 2 – 2                                                                  | Francia                                                                | Amichevole                                                             | -                                                                      | 46’                                                                    |
| 8-3-1978                                                               | Parigi                                                                 | Francia                                                                | 1 – 0                                                                  | Portogallo                                                             | Amichevole                                                             | -                                                                      | cap.                                                                   |
| 1-4-1978                                                               | Parigi                                                                 | Francia                                                                | 1 – 0                                                                  | Brasile                                                                | Amichevole                                                             | -                                                                      | cap. 67’                                                               |
| 28-4-1978                                                              | Tolosa                                                                 | Francia                                                                | 2 – 1                                                                  | Iran                                                                   | Amichevole                                                             | -                                                                      |                                                                        |
| 2-6-1978                                                               | Mar del Plata                                                          | Italia                                                                 | 2 – 1                                                                  | Francia                                                                | Mondiali 1978 - 1º turno                                               | -                                                                      | 81’                                                                    |
| 6-6-1978                                                               | Buenos Aires                                                           | Argentina                                                              | 2 – 1                                                                  | Francia                                                                | Mondiali 1978 - 1º turno                                               | -                                                                      |                                                                        |
| 1-9-1978                                                               | Parigi                                                                 | Francia                                                                | 2 – 2                                                                  | Svezia                                                                 | Qual. Euro 1980                                                        | -                                                                      | cap. 77’                                                               |
| 8-11-1978                                                              | Parigi                                                                 | Francia                                                                | 1 – 0                                                                  | Spagna                                                                 | Amichevole                                                             | -                                                                      | cap.                                                                   |
| 25-2-1979                                                              | Parigi                                                                 | Francia                                                                | 3 – 0                                                                  | Lussemburgo                                                            | Qual. Euro 1980                                                        | -                                                                      |                                                                        |
| 11-10-1980                                                             | Limassol                                                               | Cipro                                                                  | 0 – 7                                                                  | Francia                                                                | Qual. Mondiali 1982                                                    | -                                                                      |                                                                        |
| Totale                                                                 |                                                                        | Presenze                                                               | 56                                                                     |                                                                        | Reti                                                                   | 4                                                                      |                                                                        |

## Palmarès

### Giocatore
- Campionato francese: 3

Nantes: 1972-1973, 1976-1977, 1979-1980
- Coppa di Francia: 1

Nantes: 1978-1979

### Allenatore

#### Club

##### Competizioni nazionali
- Campionato marocchino: 1

Raja Casablanca: 2004

##### Competizioni internazionali
- CAF Cup: 1

Raja Casablanca: 2003

#### Nazionale
- Oro olimpico: 1

Los Angeles 1984